# Választások 2014-ben
További választási listákat lásd: 2009 • 2010 • 2011 • 2012 • 2013 • 2015
Ez az oldal a 2014-ben lebonyolított elnök- és országgyűlési választásokat, illetve egyéb, politikai jellegű népszavazásokat sorolja fel a világ minden országában, teljességre törekedve.

## Január
- január 5. – Parlamenti választás Bangladesben.
- január 14. – Népszavazás Egyiptomban.
- január 14–15. – Népszavazás az új alkotmányról Egyiptomban.

## Február
- február 2.
  - Parlamenti és elnökválasztás Costa Ricában.
  - Képviselőházi választás Thaiföldön.
  - Az elnökválasztás első fordulója Salvadorban.
- február 9. – Népszavazás Svájcban.
- február 20. – Parlamenti választás Líbiában.

## Március
- március 9.
  - Parlamenti választás Észak-Koreában.
  - Kongresszusi választás Kolumbiában.
  - Az elnökválasztás második fordulója Salvadorban.
- március 15.
  - Az elnökválasztás első fordulója Szlovákiában.
  - Állami választások Ausztráliában. (Dél-Ausztrália és Tasmánia államaiban.)
- március 16. – Parlamenti választás Szerbiában.
- március 19. – Önkormányzati választás Hollandiában.
- március 22. – Országgyűlési választás a Maldív-szigeteken.
- március 29. – Az elnökválasztás második fordulója Szlovákiában.
- március 30. – Önkormányzati választás Törökországban.

## Április
- április 5. – Az elnökválasztás első fordulója Afganisztánban.
- április 6. – Országgyűlési választás Magyarországon.
- április 7. – május 12. – Parlamenti választás Indiában.
- április 9. – Parlamenti és önkormányzati választás Indonéziában.
- április 12. – Gyűlési választás Niue szigetén.
- április 13.
  - Parlamenti választás és az elnökválasztás első fordulója Bissau-Guineában.
  - Az elnökválasztás első fordulója Észak-Macedóniában.
- április 17. – Elnökválasztás Algériában.
- április 27. – Országgyűlési és az elnökválasztás második fordulója Észak-Macedóniában.
- április 30. – Parlamenti választás Irakban.

## Május
- május 4. – Parlamenti és elnökválasztás Panamában.
- május 5. – Az elnökválasztás első fordulója Kolumbiában
- május 7. – Parlamenti választás Dél-Afrikában.
- május 11.
  - Az elnökválasztás első fordulója Litvániában.
  - Területi választások Új-Kaledóniában.
- május 18.
  - Elnökválasztás második fordulója Bissau-Guineában.
  - Népszavazás Svájcban.
- május 20. – Parlamenti és elnökválasztás Malawiban.
- május 22.
  - Önkormányzati választás az Egyesült Királyságban.
  - Európai parlamenti választások az Európai Unió tagországaiban
    - Magyarországon
    - Romániában
    - Szlovákiában
- május 25.
  - Szövetségi és regionális választás Belgiumban.
  - Az elnökválasztás második fordulója Litvániában
  - Elnökválasztás Ukrajnában.
  - Az elnökválasztás második fordulója Kolumbiában.
  - Népszavazás Dániában.
- május 26–28. – Elnökválasztás Egyiptomban.

## Június
- június 1. – Önkormányzati választás Törökországban. (Egyes választások megismétlése.)
- június 3. – Elnökválasztás Szíriában.
- június 4. – Önkormányzati választás Dél-Koreában.
- június 8. – Országgyűlési választás Koszovóban.
- június 12. – Képviselőházi választás Antigua és Barbudán.
- június 14. – Az elnökválasztás második fordulója Afganisztánban.
- június 15.
  - Önkormányzati választás Grúziában.
  - Az elnökválasztás harmadik fordulója Kolumbiában.
- június 21. – Elnökválasztás Mauritániában.
- június 25. – Parlamenti választás Líbiában.
- június 29. – Népszavazás Litvániában.

## Július
- július 9.
  - Elnökválasztás Indonéziában.
  - Parlamenti választás a Cook-szigeteken.
- július 13. – Országgyűlési választás Szlovéniában.

## Augusztus
- augusztus 10. – Elnökválasztás Törökországban.
- augusztus 29. – Parlamenti választás a Szent Márton-szigeten.

## Szeptember
- szeptember 11. – Parlamenti választás Montserraton.
- szeptember 14. – Parlamenti és önkormányzati választások Svédországban.
- szeptember 17. – Parlamenti választás a Fidzsi-szigeteken.
- szeptember 18. – Népszavazás Skóciában.
- szeptember 20. – Parlamenti választás Új-Zélandon.
- szeptember 28.
  - Szenátusi választás Franciaországban.
  - Népszavazás Svájcban.

## Október
- október 1. – Szenátusi választás Kazahsztánban.
- október 4. – Parlamenti választás Lettországban.
- október 5.
  - Parlamenti választás Bulgáriában.
  - Kongresszusi és az elnökválasztás első fordulója Brazíliában.
- október 10–11. – Önkormányzati és a szenátusi választás első fordulója Csehországban.
- október 12.
  - Parlamenti választások São Tomé és Príncipén.
  - Parlamenti, kantoni és elnökválasztás Bosznia-Hercegovinában.
  - Kongresszusi és elnökválasztás Bolíviában.
  - Önkormányzati választás Magyarországon.
    - Békés megye
    - Csongrád megye
    - Heves megye
    - Nógrád megye
    - Tolna megye
- október 15. – Parlamenti és elnökválasztás Mozambikban.
- október 16. – ENSZ Biztonsági Tanácsa tagjainak megválasztása.
- október 17–18. – A szenátusi választás második fordulója Csehországban.
- október 24. – Parlamenti és elnökválasztás Botswanában.
- október 26.
  - Parlamenti választások Tunéziában.
  - Parlamenti választások Ukrajnában.
  - A Magyar Nemzeti Tanács választása Szerbiában.
  - Kongresszusi és az elnökválasztás első fordulója Uruguayban.
  - Az elnökválasztás második fordulója Brazíliában.

## November
- november 2. – Az elnökválasztás első fordulója Romániában.
- november 4. – Szenátusi, képviselőházi és kormányzóválasztások az Egyesült Államokban és territóriumain.
- november 16. – Az elnökválasztás második fordulója Romániában.
- november 19. – Parlamenti választás a Salamon-szigeteken.
- november 22. – Képviselőházi választás Bahreinben.
- november 23.
  - Az elnökválasztás első fordulója Tunéziában.
  - Időközi országgyűlési választás Újpesten.
- november 27. – Parlamenti választás Tongában.
- november 28. – Parlamenti és elnökválasztás Namíbiában.
- november 29.
  - Önkormányzati választás Tajvanon.
  - Állami választások Ausztráliában. (Victoria államban.)
- november 30.
  - Parlamenti választás Moldovában.
  - Önkormányzati választás San Marinóban.
  - Az elnökválasztás második fordulója Uruguayban
  - Népszavazás Svájcban.

## December
- december 8. – Országgyűlési választás Dominikán.
- december 10. – Országgyűlési választás Mauritiuson.
- december 14. – Képviselőházi választás Japánban.
- december 17. – Az elnökválasztás első fordulója Görögországban
- december 20. – Szenátusi választás Libériában.
- december 21.
  - Az elnökválasztás második fordulója Tunéziában.
  - Parlamenti választás Üzbegisztánban.
- december 23. – Az elnökválasztás második fordulója Görögországban
- december 28. – Elnökválasztás Horvátországban.
- december 29. – Az elnökválasztás harmadik fordulója Görögországban.